# Podmichale
Podmichale (ukr. Підмихайля) – wieś w rejonie kałuskim obwodu iwanofrankiwskiego, założona w 1453.
W II Rzeczypospolitej miejscowość była siedzibą gminy wiejskiej Podmichale w powiecie kałuskim województwa stanisławowskiego.
Wieś liczy 2845 mieszkańców.
W Podmichalu urodził się Mychajło Strutynśkyj, ukraiński dziennikarz, polityk Ukraińskiego Zjednoczenia Narodowo-Demokratycznego, poseł na Sejm RP II kadencji (1928-1930).